# Distretto di Serhetabat
Il distretto di Serhetabat è un distretto del Turkmenistan situato nella provincia di Mary. Ha per capoluogo la città di Serhetabat.